# レザ・ガセミ
レザ・アリ・ガセミ（Reza Ali Ghasemi、1987年7月24日 ‐ ）は、イラン・エスファハーン出身の陸上競技選手。専門は短距離走。100mで10秒12、室内60mで6秒58（元室内イラン記録）の自己ベストを持つ。2015年アジア選手権男子100mの銅メダリスト、2012年アジア室内選手権男子60mの金メダリストである。

## 経歴
2010年2月に地元イランのテヘランで開催されたアジア室内選手権男子60mに出場すると、決勝ではサミュエル・フランシス（6秒58）に次ぐ6秒67で銀メダルを獲得した。
2012年2月に杭州で開催されたアジア室内選手権男子60mに出場すると、前回大会チャンピオンのサミュエル・フランシスなど有力選手は不在だったものの決勝を6秒68で制し、初のアジアタイトルを獲得した。この種目でのイラン勢の金メダル獲得は、2004年テヘラン大会のAbdolghafar Saghar以来だった。
2014年2月に杭州で開催されたアジア室内選手権男子60mに出場すると、決勝ではサミュエル・フランシス（6秒61）、フェミ・オグノデ（6秒62）に次ぐ6秒68で銅メダルを獲得した。
2014年3月にソポトで開催された世界室内選手権男子60mに出場すると、予選を6秒58のイラン記録（当時）で突破し、3大会連続となる準決勝に進出した。初の決勝進出がかかった準決勝は6秒62とタイムを落とし敗退した。
2015年6月に武漢で開催されたアジア選手権に出場すると、100m決勝でフェミ・オグノデ（9秒91）、張培萌（10秒15）に次ぐ10秒19（+1.8）で銅メダルを獲得した。
2016年2月にドーハで開催されたアジア室内選手権男子60mに出場すると、準決勝で地元カタールのサミュエル・フランシス（自己ベスト6秒54）とトシン・オグノデ（自己ベスト6秒50）がフライングのため姿を消す中、4大会連続となる決勝に進出した。決勝では同じイラン人のハッサン・タフティアン（6秒56）に敗れはしたものの6秒66で2位に入り、4大会連続のメダルとなる銀メダルを獲得した。

## 自己ベスト
記録欄の（　）内の数字は風速（m/s）で、+は追い風を意味する。
| 種目 | 記録           | 年月日        | 場所       | 備考             |
| 屋外 | 屋外           | 屋外          | 屋外       | 屋外             |
| ---- | -------------- | ------------- | ---------- | ---------------- |
| 100m | 10秒12（+0.4） | 2015年7月25日 | アルマトイ |                  |
| 200m | 20秒68（+0.4） | 2015年7月26日 | アルマトイ |                  |
| 室内 |                |               |            |                  |
| 60m  | 6秒58          | 2014年3月7日  | ソポト     | 元室内イラン記録 |

## 主要大会成績
備考欄の記録は当時のもの
| 年   | 大会                           | 場所             | 種目    | 結果   | 記録             | 備考                               |
| ---- | ------------------------------ | ---------------- | ------- | ------ | ---------------- | ---------------------------------- |
| 2010 | アジア室内選手権               | テヘラン         | 60m     | 2位    | 6秒67            |                                    |
| 2010 | 世界室内選手権                 | ドーハ           | 60m     | 準決勝 | 6秒80            |                                    |
| 2011 | アジア選手権                   | 神戸             | 100m    | 準決勝 | 10秒64（0.0）    |                                    |
| 2011 | アジア選手権                   | 神戸             | 200m    | 7位    | 21秒18（-0.4）   |                                    |
| 2011 | ユニバーシアード (en)          | 深圳             | 100m    | 準決勝 | 10秒39（-0.8）   |                                    |
| 2011 | ユニバーシアード (en)          | 深圳             | 200m    | 6位    | 20秒88（-0.3）   | イラン記録                         |
| 2012 | アジア室内選手権               | 杭州             | 60m     | 優勝   | 6秒68            | 8年ぶり2人目のイラン勢金メダリスト |
| 2012 | 世界室内選手権                 | イスタンブール   | 60m     | 準決勝 | 6秒79            |                                    |
| 2012 | オリンピック                   | ロンドン         | 100m    | 予選   | 10秒31（0.0）    |                                    |
| 2013 | アジア選手権                   | プネー           | 100m    | 4位    | 10秒37（-0.3）   |                                    |
| 2013 | アジア選手権                   | プネー           | 200m    | 4位    | 20秒98（+0.7）   |                                    |
| 2013 | 世界選手権                     | モスクワ         | 100m    | 予選   | 10秒46（-0.1）   |                                    |
| 2013 | イスラム諸国連帯 競技大会 (en) | パレンバン       | 100m    | 優勝   | 10秒29           |                                    |
| 2013 | イスラム諸国連帯 競技大会 (en) | パレンバン       | 200m    | 3位    | 20秒96           |                                    |
| 2014 | アジア室内選手権               | 杭州             | 60m     | 3位    | 6秒68            |                                    |
| 2014 | アジア室内選手権               | 杭州             | 4x400mR | 4位    | 3分13秒55（1走） |                                    |
| 2014 | 世界室内選手権                 | ソポト           | 60m     | 準決勝 | 6秒62            | 予選6秒58：イラン記録              |
| 2014 | アジア競技大会                 | 仁川             | 100m    | 5位    | 10秒25（+0.4）   |                                    |
| 2015 | アジア選手権                   | 武漢             | 100m    | 3位    | 10秒19（+1.8）   |                                    |
| 2015 | アジア選手権                   | 武漢             | 200m    | 6位    | 21秒08（+1.0）   |                                    |
| 2015 | 世界選手権                     | 北京             | 100m    | 予選   | 10秒25（-0.2）   |                                    |
| 2015 | 世界軍人体育大会 (en)          | 聞慶             | 100m    | 2位    | 10秒18（+1.7）   |                                    |
| 2015 | 世界軍人体育大会 (en)          | 聞慶             | 200m    | 準決勝 | DNS              |                                    |
| 2015 | 世界軍人体育大会 (en)          | 聞慶             | 4x100mR | 予選   | DQ（1走）        |                                    |
| 2016 | アジア室内選手権               | ドーハ           | 60m     | 2位    | 6秒66            |                                    |
| 2016 | アジア室内選手権               | ドーハ           | 4x400mR | 2位    | 3分11秒86（1走） | イラン記録                         |
| 2016 | オリンピック                   | リオデジャネイロ | 100m    | 予選   | 10秒47（-1.2）   |                                    |
| 2017 | アジアインドアゲームズ (en)    | アシガバート     | 60m     | 3位    | 6秒64            |                                    |
| 2018 | アジア室内選手権               | テヘラン         | 60m     | 4位    | 6秒71            |                                    |